# Macuelizo (Nicaragua)
Macuelizo è un comune del Nicaragua facente parte del dipartimento di Nueva Segovia.